# Hartwig Zürn
Hartwig Zürn (* 11. April 1916 in Altensteig, Landkreis Calw; † 20. Dezember 2001 ebenda) war ein deutscher Prähistoriker und Landeskonservator.

## Leben und Werk
Hartwig Zürn studierte ab 1935 bis 1941 an den Universitäten Tübingen, Königsberg und München Vorgeschichte und Geologie. 1935 wurde er Mitglied der NSDAP. Er wurde 1941 mit der Dissertation Die Hallstattzeit in Württemberg. Die Grabfunde an der Universität Tübingen bei Gustav Riek promoviert. Anschließend war er wenige Monate am Rheinischen Landesmuseum Trier beschäftigt, bis er zum Wehrdienst eingezogen wurde. Ab 1945 war er in russischer, später in polnischer Kriegsgefangenschaft und kehrte erst im April 1949 nach Stuttgart zurück. Ab 1950 war er in der württembergischen Denkmalpflege tätig und wurde 1954 als Nachfolger von Oscar Paret Leiter der Bodendenkmalpflege in Nordwürttemberg. Bei der Neuorganisation der Denkmalpflege und der Gründung des Landesdenkmalamtes Baden-Württemberg wurde Zürn am 1. Januar 1972 zum Landeskonservator für ganz Baden-Württemberg berufen. Ende Mai 1979 trat er in den Ruhestand.
Seit seinem Studium war die Hallstattzeit sein hervorragendes Forschungsthema. Er untergliederte in seiner Dissertation die späte Hallstattzeit ausgehend von Funden der Schwäbischen Alb anhand der Fibeln (Ha D1 - Ha D3). Bedeutend wurden seine Grabungen in dem Fürstengrab des Grafenbühl bei Asperg sowie anderen Hügelgräbern in Nordwürttemberg wie die Grabhügel bei Böblingen, Mühlacker und Hegnach. Dabei entdeckte er auch den Krieger von Hirschlanden, eine figürliche Stele der Späthallstattzeit.
Daneben führte er viele wichtige Grabungen durch. Genannt seien hier die Untersuchungen in der jungneolithischen Feuchtbodensiedlung von Ehrenstein, in der Schussenrieder Siedlung Ludwigsburg-Schlößlesfeld sowie in der Viereckschanze von Tomerdingen. Thematisch deckte er fast alle Perioden vom Mesolithikum bis ins Mittelalter hinein ab.
Als Denkmalpfleger lag ihm sehr an einem Kontakt mit den ehrenamtlichen Mitarbeitern, die vielfach noch lange nach seiner Pensionierung privaten Kontakt zu ihm hielten. Zürn war daher 1963 Initiator und Mitbegründer der Gesellschaft für Archäologie in Württemberg und Hohenzollern. Mustergültig sind seine Editionen von Sammlungsbeständen und seine Kataloge von Geländedenkmälern. Als Herausgeber der Fundberichte aus Schwaben, später der Fundberichte aus Baden-Württemberg legte er Wert auf die Publikationen der Fundchronik, die er auch als Tätigkeitsbericht der Bodendenkmalpflege betrachtete.

## Publikationen (Auswahl)
- Die Hallstattzeit in Württemberg. Die Grabfunde. Dissertation Tübingen 1941.
- Zur Chronologie der späten Hallstattzeit. In: Germania 26, 1942, 116–124.
- Zur Keramik der späten Hallstattzeit. In: Germania 27, 1943, 20–35.
- Zum Übergang von Späthallstatt zu Latène A im südwestdeutschen Raum. In: Germania 30, 1952, 38–45.
- Katalog Zainingen. Ein hallstattzeitliches Grabhügelfeld. Veröff. Staatl. Amt Denkmalpfl. Stuttgart A 4, Stuttgart 1957.
- Eine frühmittelalterliche Siedlung bei Geislingen a. d. Steige-Altenstadt (Kreis Göppingen). In: Fundber. Schwaben N.F. 14, 1957, 145–148.
- Zur Chronologie der Alb-Salem-Keramik. In: Germania 35, 1957, 224–229.
- Die vor- und frühgeschichtlichen Geländedenkmale und die mittelalterlichen Burgstellen der Kreise Göppingen und Ulm. Veröff. Staatl. Amt Denkmalpfl. Stuttgart A 6, Stuttgart 1961.
- Ein römischer Gutshof bei Oberriexingen. In: Fundberichte aus Schwaben N.F. 16, 1962, 167ff.
- Das jungsteinzeitliche Dorf Ehrenstein (Kreis Ulm). Ausgrabung 1960. Teil I: Die Baugeschichte. Veröff. Staatl. Amt Denkmalpflege Stuttgart A 10/1, Stuttgart 1965.
- Katalog Schwäbisch Hall. Veröff. Staatl. Amt Denkmalpflege Stuttgart A 9, Stuttgart 1966.
- Hallstattforschungen in Nordwürttemberg. Die Grabhügel von Asperg (Kr. Ludwigsburg), Hirschlanden (Kr. Leonberg) und Mühlacker (Kr. Vaihingen). Veröff. Staatl. Amt Denkmalpflege Stuttgart A 16, Stuttgart 1970.
- mit Jens Lüning:  Die Schussenrieder Siedlung im „Schlösslesfeld“, Markung Ludwigsburg (= Forschungen und Berichte zur Vor- und Frühgeschichte in Baden-Württemberg. Bd. 8). Müller & Gräff, Stuttgart 1977, ISBN 3-87532-066-2.
- Grabungen im Oppidum von Finsterlohr. In: Fundberichte aus Baden-Württemberg 3, 1977, 231–264.
- mit Renate Pirling, Ulrike Wels-Weyrauch: Die mittlere Bronzezeit auf der Schwäbischen Alb. (= Prähistorische Bronzefunde Abteilung XX, Band 3). C. H. Beck, München 1980.
- Hallstattzeitliche Grabfunde aus Württemberg und Hohenzollern. Forsch. u. Ber. Vor- u. Frühgesch. Bad.-Württ. 25. Stuttgart 1988.
- mit Franz Fischer: Die keltische Viereckschanze von Tomerdingen (Gem. Dornstadt, Alb-Donau-Kreis) : Ausgrabung 1958/1959 (= Materialhefte zur Vor- und Frühgeschichte in Baden-Württemberg. Band 14). Theiss, Stuttgart 1991, ISBN 3-8062-1004-7.